# Joaquim Pereira Guimarães
Joaquim Pereira Guimarães ComC (bap. Porto, Sé - Lisboa, 22 de Setembro de 1878) foi um procurador-geral português.

## Família
Filho de Manuel Pereira Guimarães, natural, como o seu nome indica, da cidade de Guimarães, donde tomara o apelido e onde deve ter nascido cerca de 1750, Cavaleiro Professo na Ordem de Cristo a 26 de Agosto de 1811, Sargento-Mor de Ordenanças e Negociante de grosso trato do Porto, e de sua mulher (Porto, Santo Ildefonso, 19 de Novembro de 1800) Margarida Claudina Máxima de Magalhães, natural da cidade do Porto, neto paterno de José Pereira (Guimarães, Mascotelos - ?, filho de Paulo Pereira, Lavrador, e de sua mulher Ana Gonçalves), abastado Lavrador, e de sua mulher Custódia Maria (Guimarães, Mascotelos - ?, filha de Francisco Lopes e de sua mulher Ana Maria), e neto materno de André António de Magalhães (Cabeceiras de Basto, Basto - ?). Foi irmão mais novo de Manuel Pereira Guimarães, José Pereira Guimarães, Francisco Pereira Guimarães e da mulher de José Gonçalves Santos Silva.
Joaquim Pereira Guimarães, era bisavô de Frederico de Lima Mayer (26-09-1876 - 2-07-1944), fundador na Avenida da Liberdade do Tivoli, de D. Manuel José de Mello (26-07-1895- 15-10- 1966), genro de Alfredo da Silva e Administrador da CUF.
Era tetravô de Fernando Maria Costa Duarte Ulrich (26-04-1952), economista, administrador bancário português e Presidente do BPI e, também de Isabel de Lima Mayer Moreira (2-04-1976), filha do Professor Adriano José Alves Moreira (6-09-1922) e de Isabel Mónica de Lima Mayer (2-08-1945), deputada do Partido Socialista.

## Biografia
Bacharel formado em Direito pela Faculdade de Direito da Universidade de Coimbra, Procurador-Geral da Coroa, Conselheiro de Sua Majestade Fidelíssima ou Conselheiro de Estado Honorário, Comendador da Ordem Militar de Cristo.

## Casamento e descendência
Casou em Lisboa, Sé, na Ermida de São Crispim, a 19 de Maio de 1827 com Florinda Rosa do Carmo de Araújo, filha de Francisco José de Araújo e de sua mulher Maria Rosa do Carmo Lopes e irmã do 1.º Visconde dos Olivais, da qual teve dois filhos e quatro filhas: 
- Joaquim Pereira Guimarães (? - 11 de Agosto de 1896), solteiro e sem geração
- Florinda Amélia Pereira Guimarães (12 de Outubro de 1832 - 8 de Janeiro de 1907), casada com Joaquim Pinheiro, primo do ator António Augusto de Chaby Pinheiro
- Henriqueta Pereira Guimarães (29 de Outubro de 1838 - 20 de Fevereiro de 1909), solteira e sem geração
- Maria Amália Rosalina Pereira Guimarães (Lisboa, Madalena, 25 de Julho de 1841 - Lisboa, São José, 22 de Maio de 1911), casada em Lisboa, Santos-o-Velho, a 19 de Janeiro de 1870 com Adolfo de Lima Mayer (Lisboa, Encarnação, Casa da Rua da Emenda, 69, 27 de Outubro de 1838 - Lisboa, São José, 16 de Março de 1918), grande Comerciante e Proprietário, com geração
- António Roberto Pereira Guimarães, solteiro e sem geração
- Ermelinda Pereira Guimarães, falecida menor